# Sveti Blaž
Sveti Blaž ili Vlaho bio je liječnik i biskup. Štuje se kao svetac u kršćanstvu.

## Ime
Većina katoličkih naroda njegovo su ime preuzeli iz latinskoga oblika „Blasius”, dok su Dubrovčani njegovo ime izveli iz bizantskoga grčkog oblika „Vlasios”. Nakon što je otpao nastavak „-os”, ostao naziv „Vlasi”. Od 13. do polovine 18. stoljeća pretežito se javlja taj oblik u nominativu. Godine 1751. prvi put se javlja oblik „Vlaho” koji je u uporabi i danas.

## Životopis
Rodio se u Sebasti u Maloj Aziji. Roditelji su mu vjerojatno bili pogani. Radio je kao liječnik. Nakon smrti prvog sebastijanskog biskupa, svećenstvo i vjernici su ga izabrali za biskupa.
Licinije je za vrijeme svoje vladavine proglasio u Rimskom Carstvu opći progon kršćana. Nastavkom progona Vlaho se sklonio u planine Kapadocije. Tadašnji rimski upravnik u Sebasti, Agrikolaj, naredio je da ga se dovede pred sud. Prema predaji putem je učinio dva čuda. Prvom je prilikom spasio sina jedinca neke žene kojemu je u grlu zapela kost ribe. Zatim je pomogao nekoj udovici kojoj je vuk ugrabio mlado prase koje je čuvala. Ubrzo je došao natrag vuk i vratio živo prase.
Nakon što se nije želio odreći kršćanstva bio je bičevan te vraćen natrag u tamnicu. Nakon par dana naredio je da se Vlaho oštrim željeznim češljevima za vunu dere po tijelu. Sedam pobožnih žena koje su išle za njim skupjali su platnom krv što je curila iz njegovog tijela. Namjesnik ih je dao također uhvatiti, mučiti i odsjeći im glave. Dvoje djece od jedne od tih žena povjerena su na brigu Vlahi te su stavljena s njim u tamnicu.
Nakon toga su Vlahu bacili u jezeru objesvši mu oko vrata mlinski kamen. u koje se nije utopio nego je prema predaji po njemu hodao. Nakon toga su Vlahi i dvoje djece odsjekli glavu.
Neka pobožna žena imenom Oliva ili Eliza ukopala mu je tijelo na mjestu gdje je podnio mučeništvo.

## Štovanje
Ubrzo je na mjestu njegova mučeništva podignuta crkva. u 7. stoljeću pred islamskim osvajanjima njegove su moći prenesene u Carigrad u crkvu podignutu njemu u čast.
U 11. stoljeću u Rimu je podignuta crkva San Biagio della Pagnotta njemu u čast. Također, današnja crkva Santa Maria del Divino Amore bila je posvećena svetoj Ceciliji i Vlahi.
U podzemnoj bazilici svetog Klementa u Rimu. U Napulju se nalaze svečeve moći u četiri crkve te crkva San Biagio Maggiore posvećen njemu u čast. U Veneciji se nalazi crkva posvećena njemu u čast.
Kameni svečev sarkofag se nalazio u Sebasti na izvornom mjestu do 17. svibnja 1943., kada su ga Turci premjestili u mjesni muzej. Crkvu sv. Vlaha u središtu Sebaste srušili su 1950. godine.

### Štovanje u Dubrovniku
Dubrovački ljetopisci svjedoče kako je u drugoj polovici 10. stoljeća sveti Vlaho bio izabran za zaštitnika grada. Štovanje Sv. Vlaha najbolje se očitovalo prigodom proslave njegovog Blagdana 3. veljače kada su ljudi masovno dolazili u Grad. To je bio blagdan svih stanovnika Republike. Crkvena svečanost, koja je spojena s trodnevnom pobožnošću i pohvalnim govorom o svecu u njegovoj crkvi, započinje 30. siječnja.

### Blagoslov grla
O blagdanu sv. Blaža svake se godine po crkvama dijeli blagoslov grla. Svećenik s dvjema svijećama pristupi vjerniku i moli:
„Po zagovoru sv. Blaža, biskupa i mučenika, oslobodio te Bog od bolesti grla i svakog drugog zla!”
Ova se blagoslovina temelji na predaji po kojoj je sv. Blaž svojim blagoslovom spasio dječaka kojemu je u grlu zapela riblja kost.

## Poveznice
- Crkva sv. Blaža u Zagrebu
- Crkva sv. Vlaha u Dubrovniku
- Festa svetog Vlaha

### Knjige
- Iveković, Francisko. 1892. Životi svetaca i svetica Božjih: Siječanj, veljača, ožujak. Dijel 1. 2. izdanje. Hrvatsko katoličko tiskovno društvo. Zagreb.
- Blazović, Augustin. 1966. Sveci u crikevnom ljetu. I. dio. Beč
- Skurla, Stijepo. 1871. Sveti Vlaho: biskup i mučenik od Sevasta, dubrovački obranitelj. Dubrovnik

### Članci
- Nagy, Josip. 1972. Sveti Vlaho zaštitnik Dubrovnika. Crkva u svijetu. Sveučilište u Splitu - Katolički bogoslovni fakultet. Split. 7 (3): 256–270
- Bagdasarov, Artur. 2014. Armenski narod, Armenska Apostolska Crkva i doprinos armenskih katolika hrvatskoj kulturi. Crkva u svijetu. Sveučilište u Splitu - Katolički bogoslovni fakultet. Split. 49 (4): 513–532
- Lovrić Jović, Ivana. 2017. Dubrovački sveti Vlaho – parac grada podno Srđa. Hrvatski jezik. Institut za hrvatski jezik. Zagreb. 4 (1): 34–38

## Vanjske poveznice
Ostali projekti
|  | Zajednički poslužitelj ima još gradiva o temi Sveti Blaž |
|  | Wikicitati imaju zbirke citata o temi Sveti Vlaho        |